# Ram Narayan
Ram Narayan (hindi: राम नारायण), född 25 december 1927 i Udaipur i Mewar i Rajasthan, död 9 november 2024, var en indisk musiker som har bidragit till att popularisera stränginstrumentet sarangi. Han var aktiv som både solomusiker och i orkestrar och blev den första internationellt kända sarangispelaren.
Narayan föddes i Udaipur och lärde sig spela sarangi i tidig ålder. Han studerade även sarangispelande, arbetade som musiklärare och ambulerande musiker i tonåren. All India Radio i Lahore anställde Narayan för att ackompanjera sångare 1944. Han flyttade till Delhi efter delningen av Indien 1947, men tröttnade på att bara ackompanjera och flyttade därför till Mumbai 1949 för att arbeta inom den indiska filmindustrin.
Narayan blev soloartist 1956 och slutade senare med att ackompanjera. Han spelade in soloalbum och började turnera i Amerika och Europa under 1960-talet. Narayan undervisade indiska och utländska studenter och spelade ofta utanför Indien in på 2000-talet. Han tilldelades 2005 Indiens högsta civila utmärkelse Padma Vibhushan.